# Nebria bremii
Nebria bremii – gatunek chrząszcza z rodziny biegaczowatych i podrodziny leszowych. Endemit Alp.

## Taksonomia
Gatunek ten opisany został po raz pierwszy w 1831 roku przez Ernsta Friedricha Germara. Klasyfikowany jest w podrodzaju Nebria (Oreonebria), który bywa też traktowany jako osobny rodzaj i sam dzielony na podrodzaje; w 1972 roku Claude Jeanne wyznaczył omawiany takson gatunkiem typowym podrodzaju Oreonebria (Germaria), któremu ze względu na homonimię zmienił w 1985 roku nazwę na Oreonebria (Germarina).

## Morfologia
Chrząszcz o ciele długości od 7 do 9 mm. Ubarwiony jest brązowoczarno z jaśniejszymi czułkami, głaszczkami i odnóżami. Przedplecze jest wąskie jak na lesza, 1,2 raza szersze niż dłuższe, u nasady znacznie węższe niż na przednim brzegu, przed tylnymi kątami silniej po bokach wklęśnięte niż u podobnej N. germarii, acz na dłuższym odcinku niż u N. hellwigi i N. dejeani. Żeberko obrzeżające boczną krawędź przedplecza jest bardzo drobne, a wygrodzone przez nie rynienkowate rozpłaszczenie wąskie, tylko przy przednich kątach i w tylne nieco poszerzone. Pokrywy pozbawione są guzów barkowych, a ich kąty barkowe mają formę płytkich łuków. Głębokie, niezbyt dołeczkowate grzbietowe punkty szczecinkowe (chetopory dyskalne) obecne są tylko na trzecim międzyrzędzie. Wszystkie stopy mają na wierzchnich stronach długie włoski, najlepiej widoczne na ich parze przedniej. Człony stóp tylnych od drugiego do ostatniego pozbawione są modyfikacji.

## Ekologia i występowanie
Owad wysokogórski.
Gatunek palearktyczny, europejski, związany z Alpami. Podawany jest z Szwajcarii, Austrii i niemieckiej Bawarii, w tej ostatniej ograniczonym będąc do okolic Zugspitze.